# José de Anchieta

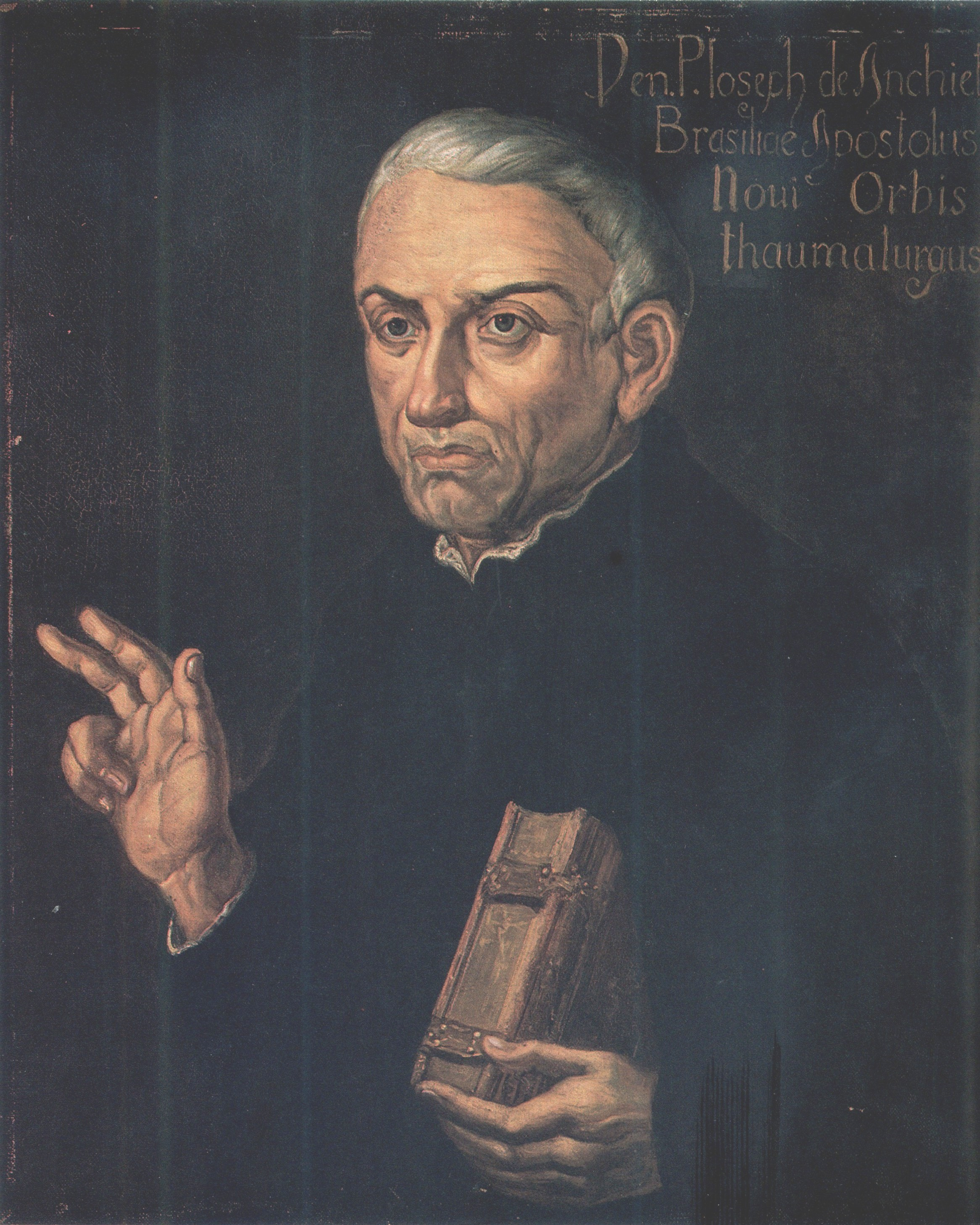
José de Anchieta

José de Anchieta (* 19. März 1534 in San Cristóbal de La Laguna (Teneriffa); † 9. Juni 1597 in Reritiba, heute Anchieta (Espírito Santo)) war ein spanischer Missionar, Jesuit und Sprachforscher. Die römisch-katholische Kirche verehrt ihn als Heiligen.

## Leben
José de Anchieta wurde am 19. März 1534 in San Cristóbal de La Laguna auf Teneriffa geboren. Sein Vater, Juan de Anchieta, war Baske aus Urrestilla in der Provinz Gipuzkoa im Baskenland, der 1525 nach Teneriffa ging. Seine Mutter, Mencía Díaz de Clavijo wurde in Las Palmas de Gran Canaria geboren und war eine Nachfahrin der spanischen Eroberer des Archipels. Am 7. April 1534 wurde er in der Kirche Los Remedios, der heutigen Kathedrale von San Cristóbal de La Laguna getauft.
In seiner Kindheit litt er unter einer schweren Skoliose, die ihm lebenslang Beschwerden bereitete. Im Alter von 15 Jahren wurde er mit einem seiner Brüder nach Portugal zum Studium der Scholastik und Philosophie an der Universität Coimbra geschickt. Nach seinem Studium trat er im Alter von 17 Jahren dem Jesuitenorden bei. Als Novize schädigte er durch übertriebene Askese seine Gesundheit.

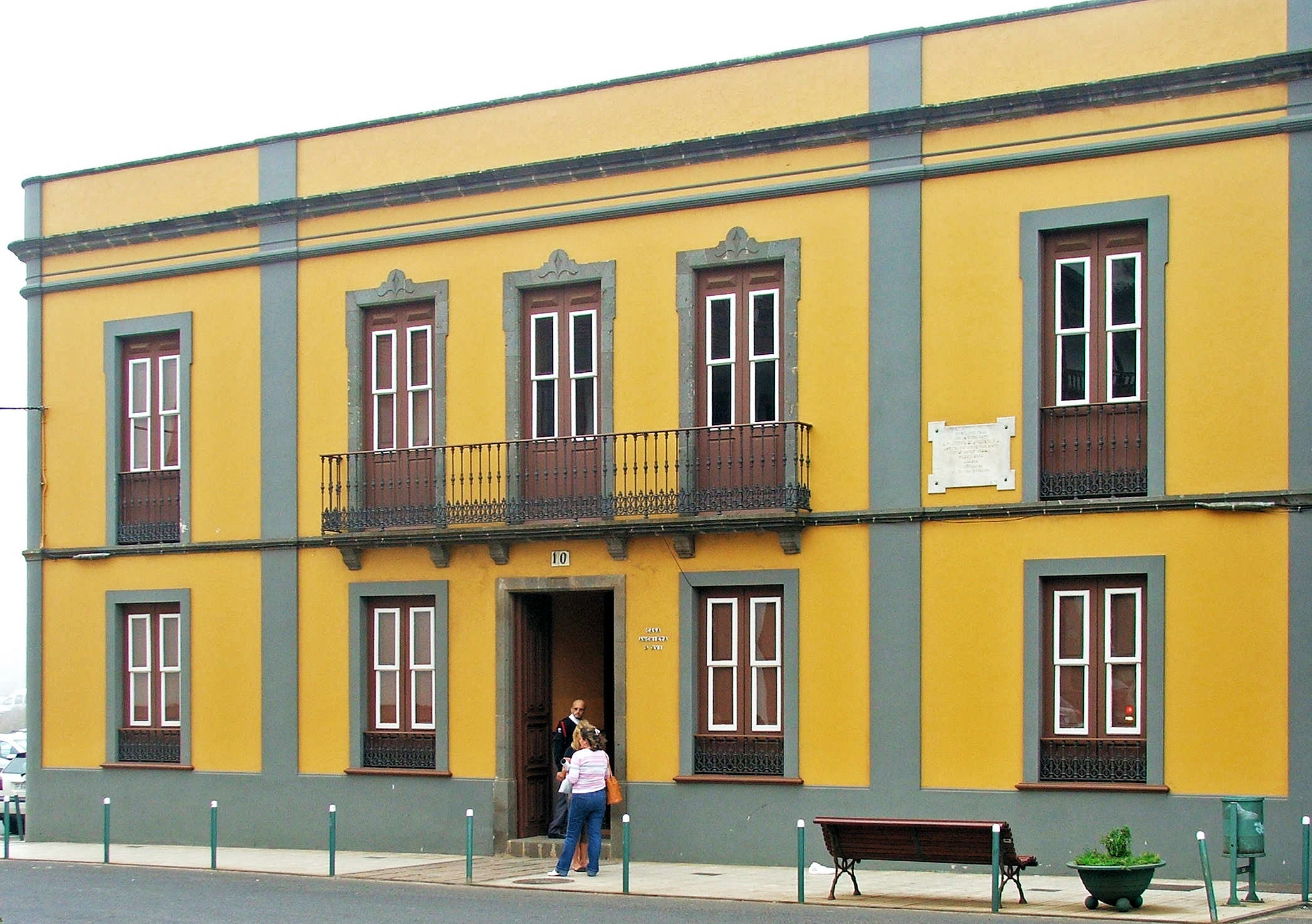
Ehemaliges Geburtshaus von José de Anchieta in San Cristóbal de La Laguna.

1553 ging Anchieta als Missionar nach Brasilien, um die Indianer zu bekehren und um sie vor der Versklavung auf den Plantagen der portugiesischen Eroberer zu schützen. Er gründete eine Schule im Dorf Piratininga, später die Mission San Pablo, aus der die Stadt São Paulo hervorging. Anchieta gilt zusammen mit seinem Studienfreund und Missionsbruder Manuel da Nóbrega als die Gründungsväter der Stadt.
Im Jahr 1561 wählte Anchieta das Dorf Reritiba, im heutigen Bundesstaat Espírito Santo zu seinem Wohnsitz. Von dort aus führte er seine Missionsarbeit im Gebiet des heutigen Brasilien, Argentinien und Uruguay durch und taufte etwa zwei Millionen Indianer. Er war zugleich Missionar, Arzt und Dichter. Er schrieb eine Grammatik, ein Wörterbuch und katechetische Werke in Tupi, der Sprache der Ureinwohner. Die Jesuiten nutzten die Sprache bei ihrer Missionsarbeit. Auf diese Weise wurde Tupí zur allgemeinen Verkehrssprache (port.: lingua geral) der Kolonie. Anchieta schrieb einige historische Werke und führte Studien über Fauna, Flora und geologische Beschaffenheit der bereisten Länder durch.
1563 reiste er mit Manuel da Nóbrega zu Friedensverhandlungen zwischen den Portugiesen und dem Stamm der Tamoyo. Anchieta wurde als Geisel genommen. Während seiner Geiselhaft verfasste er ein Gedicht zu Ehren der Jungfrau Maria, dessen über 5.000 Zeilen er auswendig lernte.
Da es in der Neuen Welt an Klerikern in Leitungsfunktionen mangelte, wurde Anchieta erst im Juni 1566 in Bahia zum Priester geweiht, ein Jahr später zum Superior des Kollegs São Paulo ernannt und 1577 erfolgte seine Ernennung zum Provinzial, eine Position, die er acht Jahre innehatte.
Aufgrund seines schlechten Gesundheitszustandes wurde es für ihn immer schwieriger, sein Amt auszufüllen, das mit beschwerlichen Reisen durch das nur wenig erschlossene Brasilien verbunden war. José de Anchieta bat um seine Entlassung aus dem Amt des Provinzials. Bis zu seinem Tod leitete er die Missionsstation Espírito Santo. Als sich sein Gesundheitszustand weiter verschlechterte, wurde Anchieta zu seinem Wohnsitz in Reritiba gebracht, wo er 1597 starb.

## Ehrungen in Brasilien
Anchieta gilt als Nationalheiliger Brasiliens. Zahlreiche Kirchen sowie öffentliche Einrichtungen sind nach ihm benannt; „José Anchieta“ ist ein geläufiger Vorname. El Beato Padre José de Anchieta war einer der Patrone des Weltjugendtages 2013.

## Selig- und Heiligsprechung

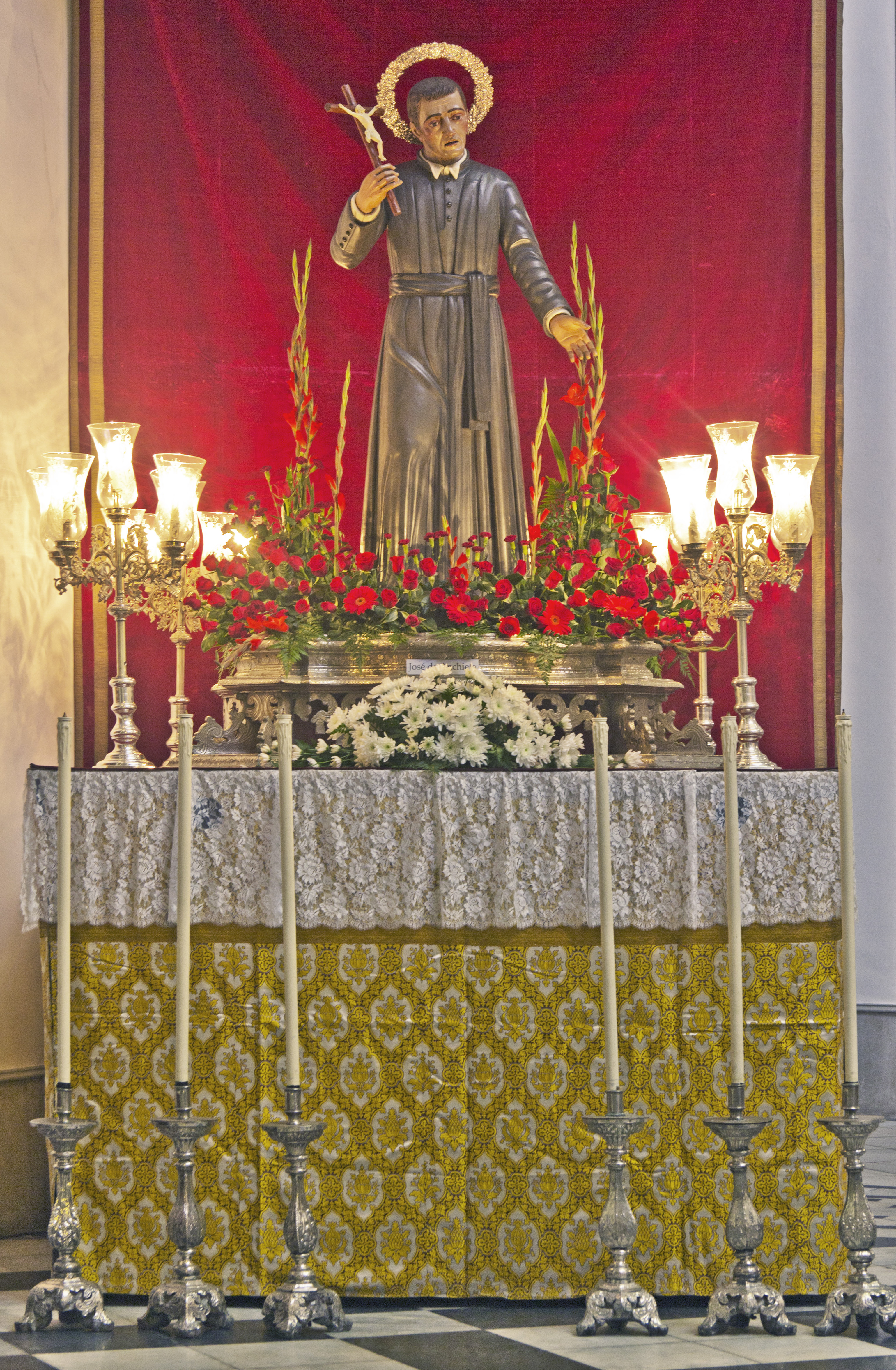
Skulptur des San José de Anchieta am 3. April 2014 in der Kathedrale von La Laguna

Papst Johannes Paul II. sprach ihn 1980 selig (Gedenktag: 9. Juni). Zu den Feierlichkeiten anlässlich der Seligsprechung in São Paulo, der auch Kardinal Paulo Evaristo Arns beiwohnte, wurde eine Messe mit Rhythmen und Texten der Tupi-Guaraní-Indianern komponiert und eines seiner Theaterstücke mit 120 Schauspielern aufgeführt. Papst Franziskus billigte das Gesuch der brasilianischen Bischofskonferenz (Conferência Nacional dos Bispos do Brasil, CNBB), José de Anchieta heiligzusprechen. Die Heiligsprechung wurde am 3. April 2014 vollzogen. De Anchieta ist, nach Peter von Betancurt, der zweite Heilige, der auf den Kanarischen Inseln geboren wurde. José de Anchieta wird auch als der – neben Frei Galvão und Amabile Wisenteiner – „dritte Heilige von Brasilien“ betrachtet.

## Kritische Stimmen zu José de Anchieta
Der Spiegel zitiert – ohne Quellenangabe – den José de Anchieta zugeschriebenen Satz: „Schwert und Eisenstab sind die besten Mittel der Predigt“. Der Satz lautet im Original: „para êste genero de gentes não há melhor pregação do que espada e vara de ferro“.

## Werke
- Arte de Grammatica da lingua mais vsada na costa do Brasil pelo padre Ioseph de Anchieta da Companhia de IESV. Com Licença do Ordinario é do Prepoſito geral da Companhia de IESV. Coimbra 1595.
- Monumenta Anchietana. Obras completas do Pe. José de Anchieta, 11 Bände, São Paulo 1975–1993.